# Marilyn Martin
Marilyn Martin (* 4. Mai 1954 in Louisville, Kentucky) ist eine US-amerikanische Popsängerin.

## Hintergrund
Marilyn Martin war als Backgroundsängerin für Künstler wie Stevie Nicks, Joe Walsh, Tom Petty oder Kenny Loggins tätig. 1985 wurde sie als Duettpartnerin von Phil Collins in dessen Ballade Separate Lives weltweit bekannt. Der Titel erreichte Platz 1 in den USA, Irland und Kanada. 1986 erschien das nach der Sängerin benannte Debütalbum. Die Vorabsingle Night Moves erreichte Platz 28 der Hot 100, das Album hatte mit Platz 72 jedoch nur moderaten Erfolg.
Nach dem Misserfolg des zweiten Albums This Is Serious 1988 bekam sie keinen neuen Plattenvertrag  von ihrer Plattenfirma Atlantic. In den 1990er Jahren war sie wieder als Backgroundsängerin aktiv. 2012 erschien ein Album mit christlicher Popmusik von ihr.

## Diskografie
Alben
- 1986: Marilyn Martin
- 1988: This Is Serious
- 2012: Trust, Love, Pray

Singles
- 1984: Sorcerer (Titel im Soundtrack "Straßen in Flammen/Streets of Fire")
- 1985: Separate Lives (Phil Collins & Marilyn Martin)
- 1986: Night Moves
- 1986: Move Closer
- 1988: Possessive Love